# フェリピ・アラルーナ・ホフマン
フェリピ・アラルーナ（Felipe Araruna）ことフェリピ・アラルーナ・ホフマン（ポルトガル語: Felipe Araruna Hoffmann、1996年3月12日 - ）は、ブラジルのサッカー選手。ポジションはMF。

## クラブ歴
ポルト・アレグレの生まれで、2009年にサンパウロFCの下部組織に入団。2016年12月にロジェリオ・セニ監督の目に留まり、U-20チームからトップチームに昇格。
2019年に期限付き移籍でフォルタレーザECに移籍。
2020年1月30日、2022年夏までの契約でレディングFCに移籍。